# Heteropoda luwuensis
Heteropoda luwuensis este o specie de păianjeni din genul Heteropoda, familia Sparassidae, descrisă de Merian, 1911.
Este endemică în Sulawesi. Conform Catalogue of Life specia Heteropoda luwuensis nu are subspecii cunoscute.